# 부사키
부사키(Busachi, 사르데냐어: Busache)는 이탈리아 사르데냐 주 오리스타노도에 있는 코무네 (지자체)로, 칼리아리에서 북쪽으로 약 90 킬로미터 (56 mi), 오리스타노에서 북동쪽으로 약 30 킬로미터 (19 mi) 떨어져 있다.
부사키는 다음 지자체와 접해 있다: 알라이, 포르동자누스, 길라르차, 네오넬리, 사무게오, 울라티르소.